# Carceri ottocentesche di Busto Arsizio
(Cesare Cantù in Grande Illustrazione del Lombardo Veneto, 1857)
Con carceri ottocentesche di Busto Arsizio, o carceri austriache, si identifica l'edificio storico realizzato tra il 1851 e il 1855 ad opera dell'ingegnere Giuseppe Brivio.

## Storia

### Utilizzo
L'edificio, commissionato dal governo austriaco del Regno Lombardo-Veneto,  fu realizzato dall'ingegnere Giuseppe Brivio tra il 1851 e il 1855, come ampliamento di Palazzo Marliani-Cicogna, e fu adibito a struttura detentiva. Il progetto originale del 1850 prevedeva una disposizione a panopticon, poi non realizzata.
Attivo per quasi 130 anni, nella seconda metà del XX secolo esso poteva accogliere fino ad un massimo di 40 prigionieri, in celle di 3,5 x 4,5 metri.
Nel 1908 ebbe luogo la prima evasione della storia del carcere di quattro detenuti che, favoriti dal sovraffollamento della struttura, riuscirono a fuggire realizzando un buco nel muro.
Nel gennaio 1926 avvenne un nuovo tentativo di evasione da parte di tre detenuti, che aggredirono una guardia, ma l'azione fu sventata dall'intervento delle forze dell'ordine.
Già considerato antiquato negli anni 1950 (il servizio sanitario era di gran lunga più inefficiente rispetto ad altri istituti della zona), negli ultimi anni di funzionamento il carcere, ormai divenuto obsoleto, versava in condizioni strutturali e igienico-sanitarie del tutto inadeguate.
Nel 1959 avvenne anche la seconda evasione nella storia delle carceri, con la fuga di un detenuto.
Nel 1972, comunque, ospitava ancora 34 detenuti, e nel 1977 la struttura fu scelta per ospitare alcuni prigionieri provenienti dal carcere di Rho, chiuso per mancanza di personale.
Nel 1980 fu teatro dell'evasione (la terza dopo quelle del 1908 e del 1959) di tre detenuti, che realizzarono un buco nel soffitto per poi calarsi con delle lenzuola.
Nel 1984 avvenne l'ultimo tentativo di evasione, fallito, che causò danni ad un muro di cinta della prigione.

### Dopo la chiusura
Il carcere funzionò fino agli anni 1980 e venne definitivamente chiuso nel 1984, sostituito da una struttura più moderna, realizzata lontano dal centro città.
L'edificio cadde in disuso e, nonostante qualche saltuario intervento di manutenzione negli anni '90, rimase progressivamente in stato di abbandono; dopo la demolizione delle mura perimetrali, lo spazio del cortile è stato riutilizzato come parcheggio.
Nel 2016, tuttavia, l'edificio fu eccezionalmente aperto al pubblico, per alcune visite gratuite organizzate dal Comune. Analoghe visite si svolsero nel 2017, grazie anche all'iniziativa di privati cittadini.

### Recupero e riutilizzo
Nel 2019 viene approvato un progetto definitivo per il recupero dell'edificio, che sarà riutilizzato come polo culturale per la consultazione di libri e materiali multimediali. La ristrutturazione, avviata a novembre 2023 e la cui conclusione è programmata per il 2026, è realizzata nell'ambito del PNRR e prevede un recupero conservativo dell'edificio.
Nel 2023, prima dei lavori di recupero, l'edificio viene utilizzato per una performance artistica da parte del gruppo "Urban Solid".

## Struttura
L'edificio ha una pianta a T, e si sviluppa su tre piani, ognuno dei quali dotato di cinque celle ed altri locali comuni; al secondo piano c'erano una stanza adibita a cappella (affrescata) e un'infermeria.
La facciata è realizzata in stile militare, con un contrasto tra il paramento murario di mattoni a vista, e la pietra di Moltrasio che caratterizza le fasce di marcapiano, le finestre, gli spigoli e il portale d'ingresso. Le celle sono realizzate con un soffitto a volta con mattoni posizionati verticalmente.
Il corridoio che metteva in collegamento le carceri con Palazzo Cicogna fu demolito durante i lavori di restauro del palazzo, diretti dall'architetto Augusto Spada.

## Galleria d'immagini

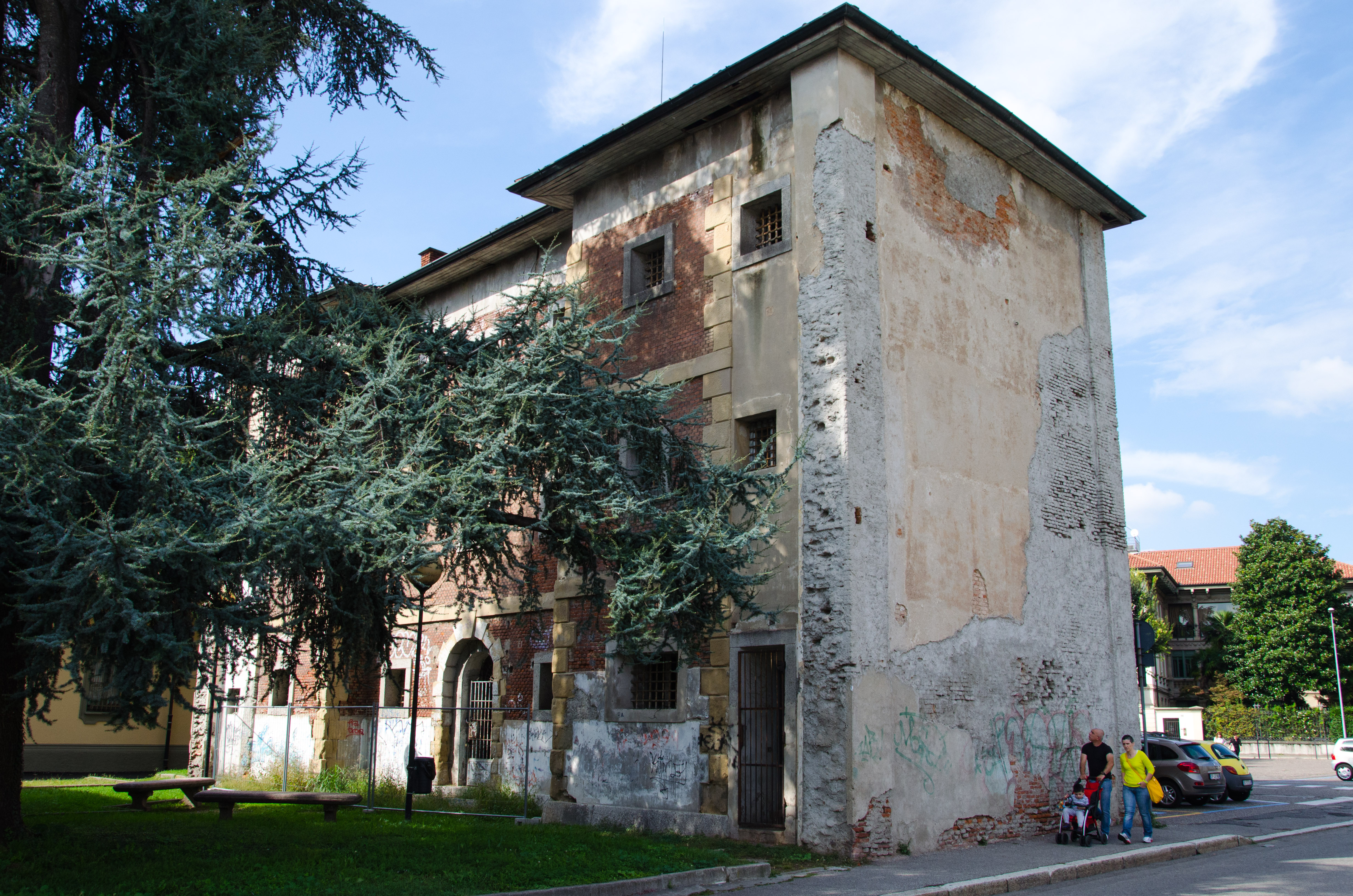
Le Carceri Ottocentesche di Busto Arsizio
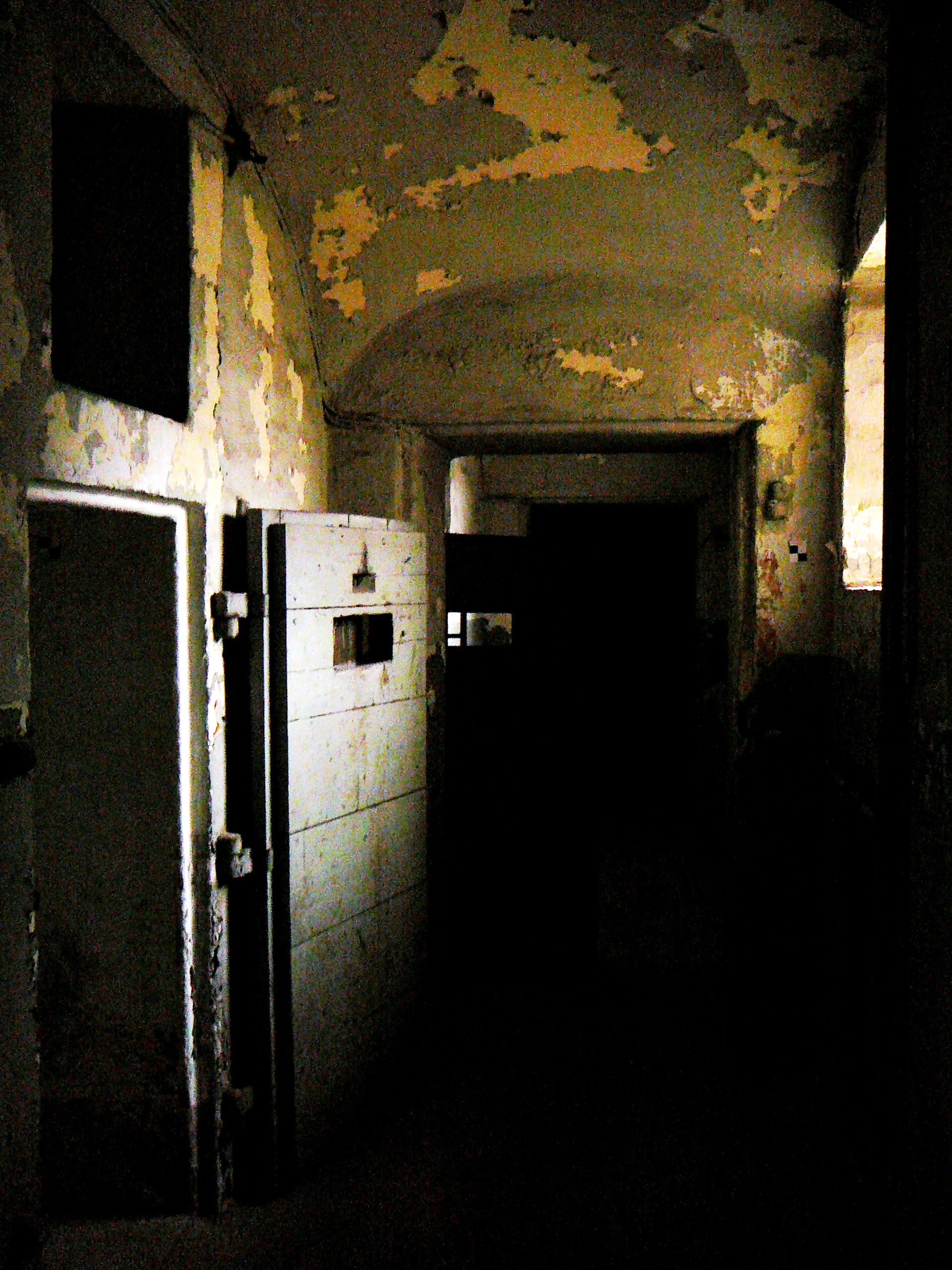
L'interno del carcere
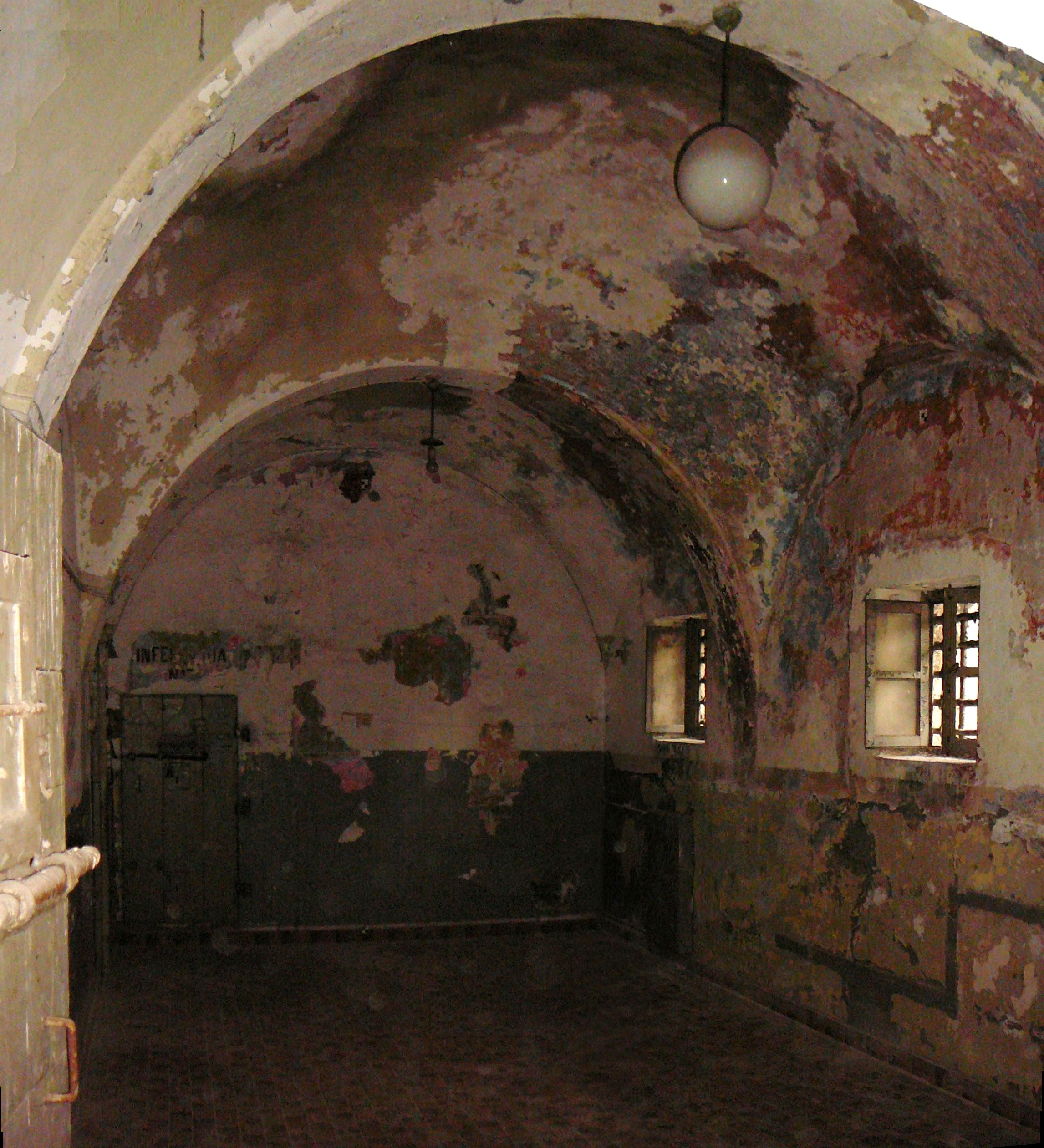
La cappella del carcere
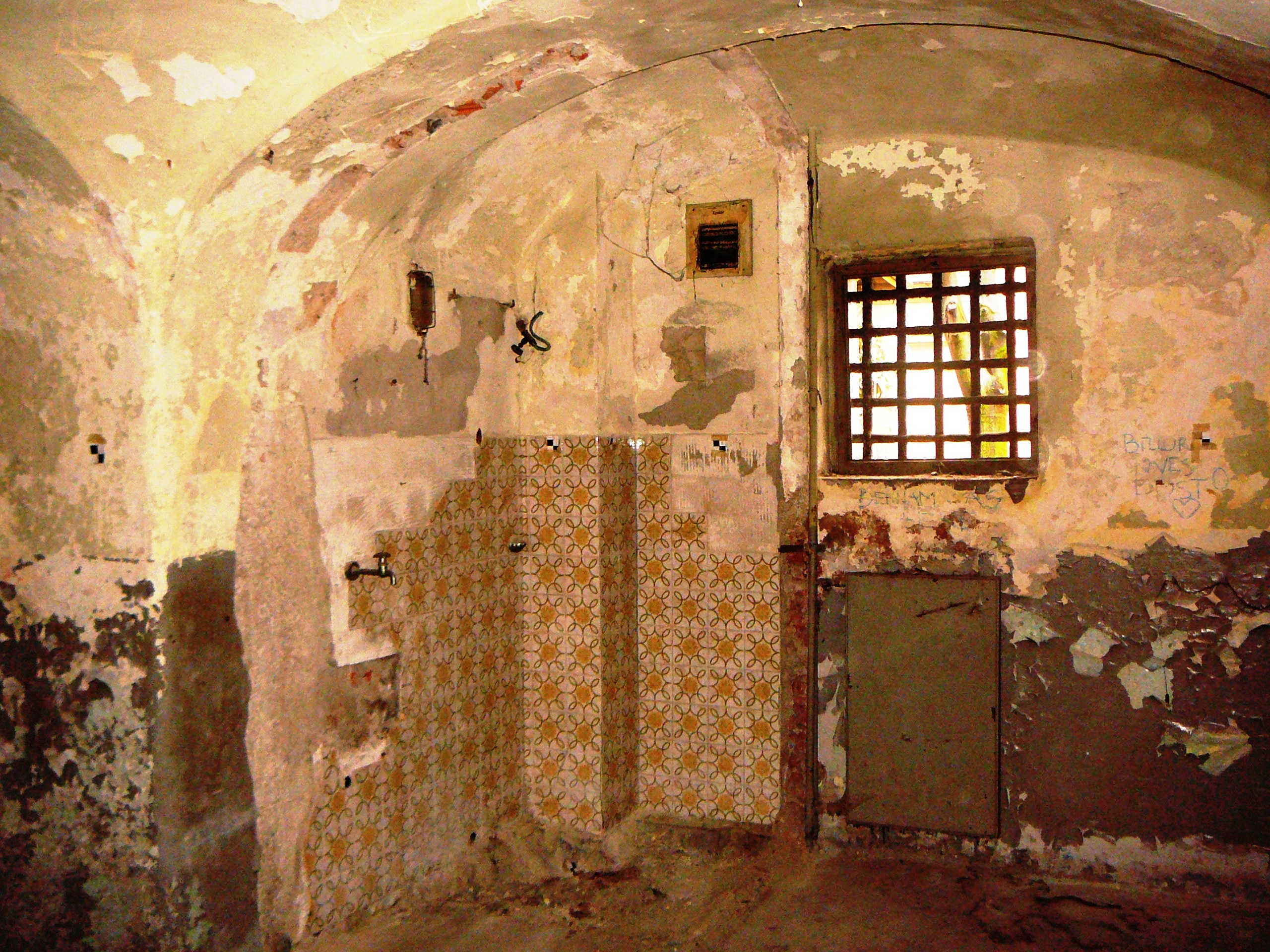
L'interno di una cella come si presentava nel 2016
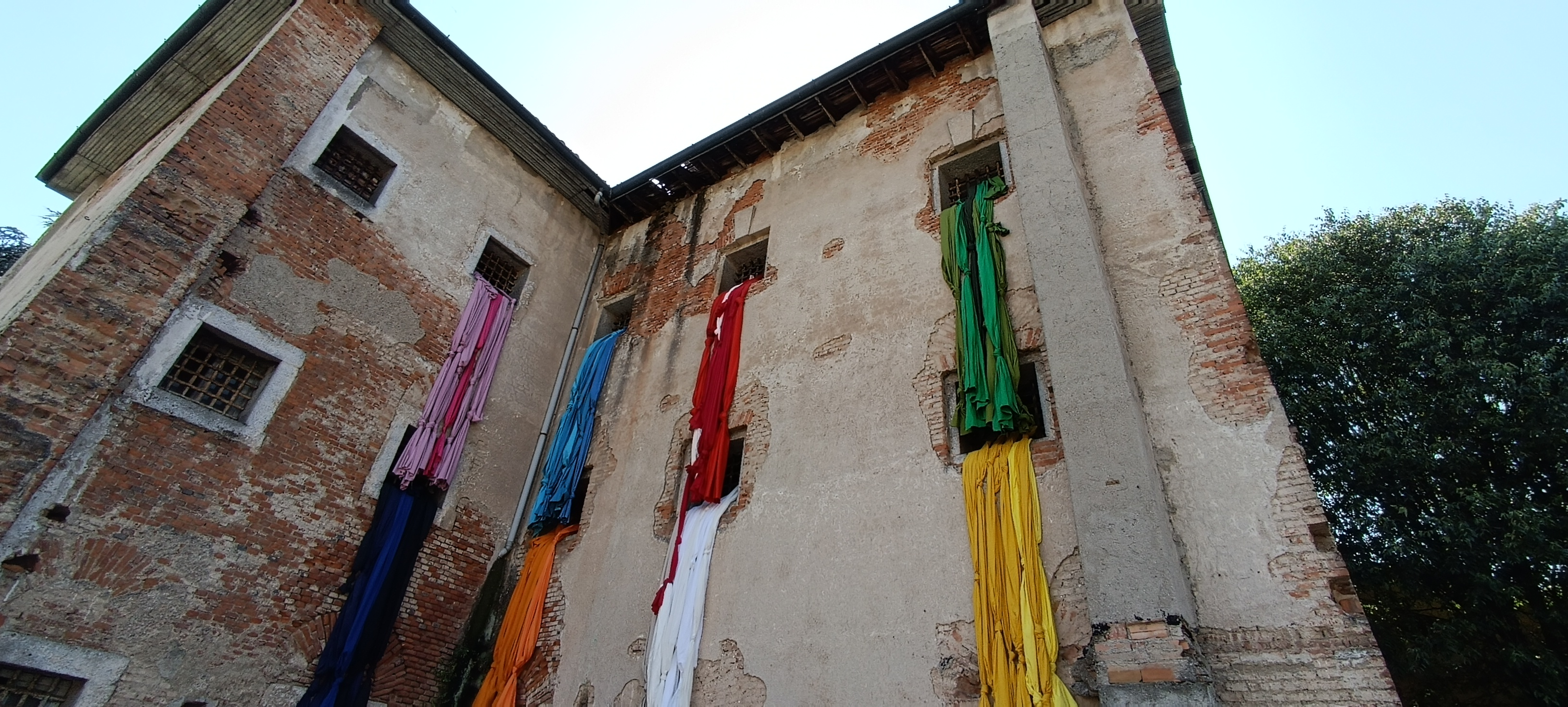
La performance artistica "Get Out", realizzata nel 2023 dal gruppo di artisti "Urban Solid"
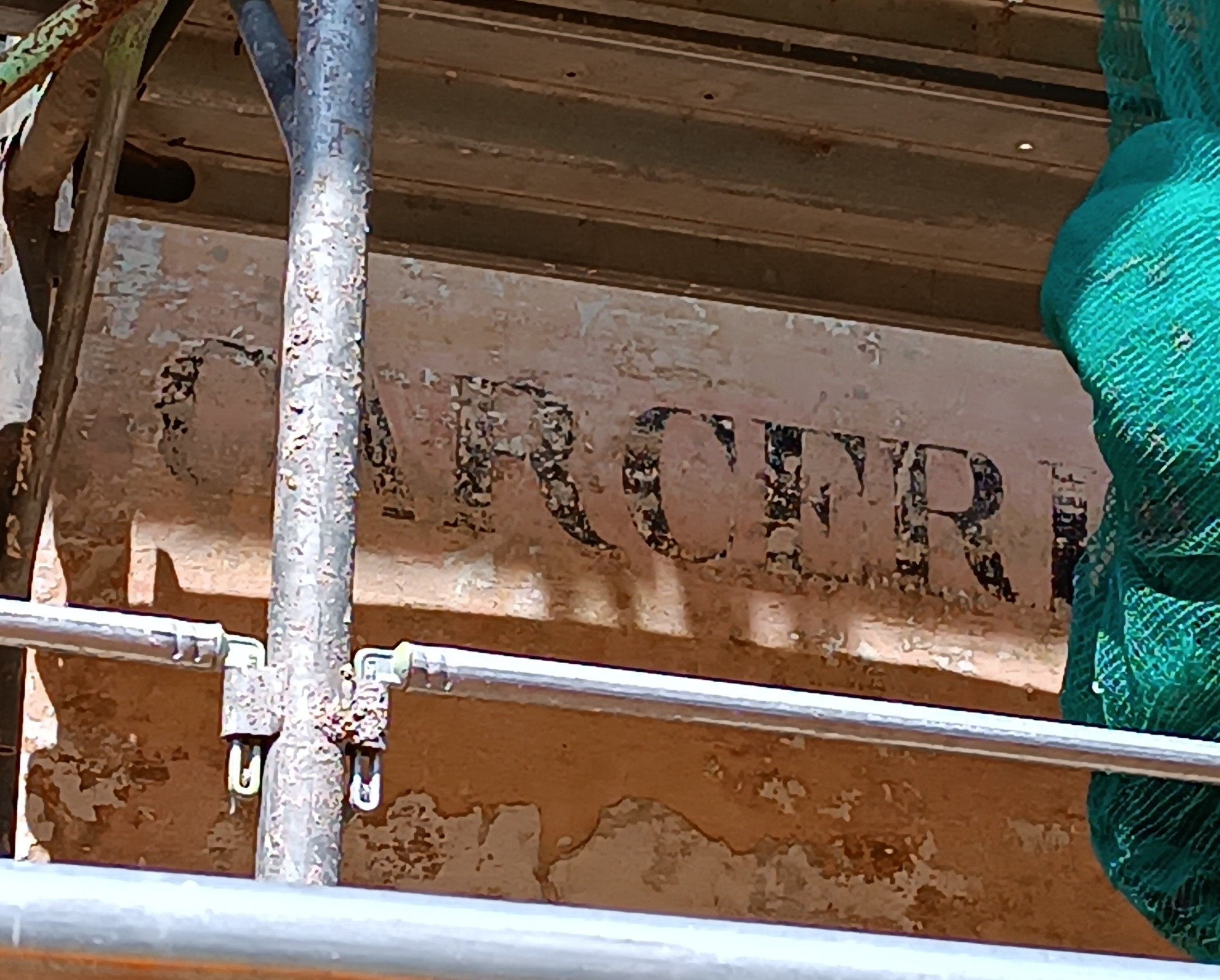
Un'antica scritta sulle mura delle carceri, riemersa nel 2024 durante i lavori di recupero
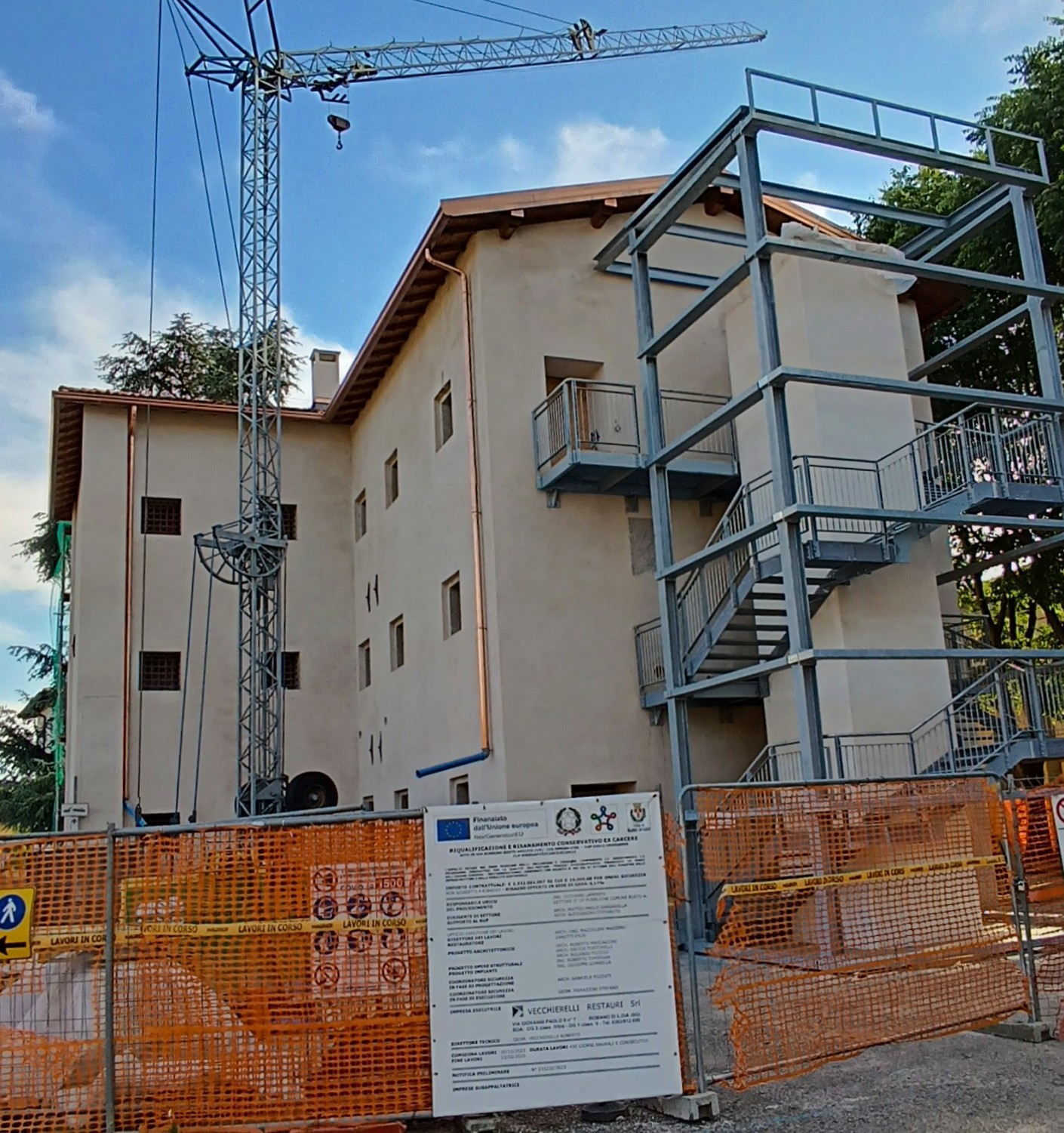
Le carceri in ristrutturazione nel 2025
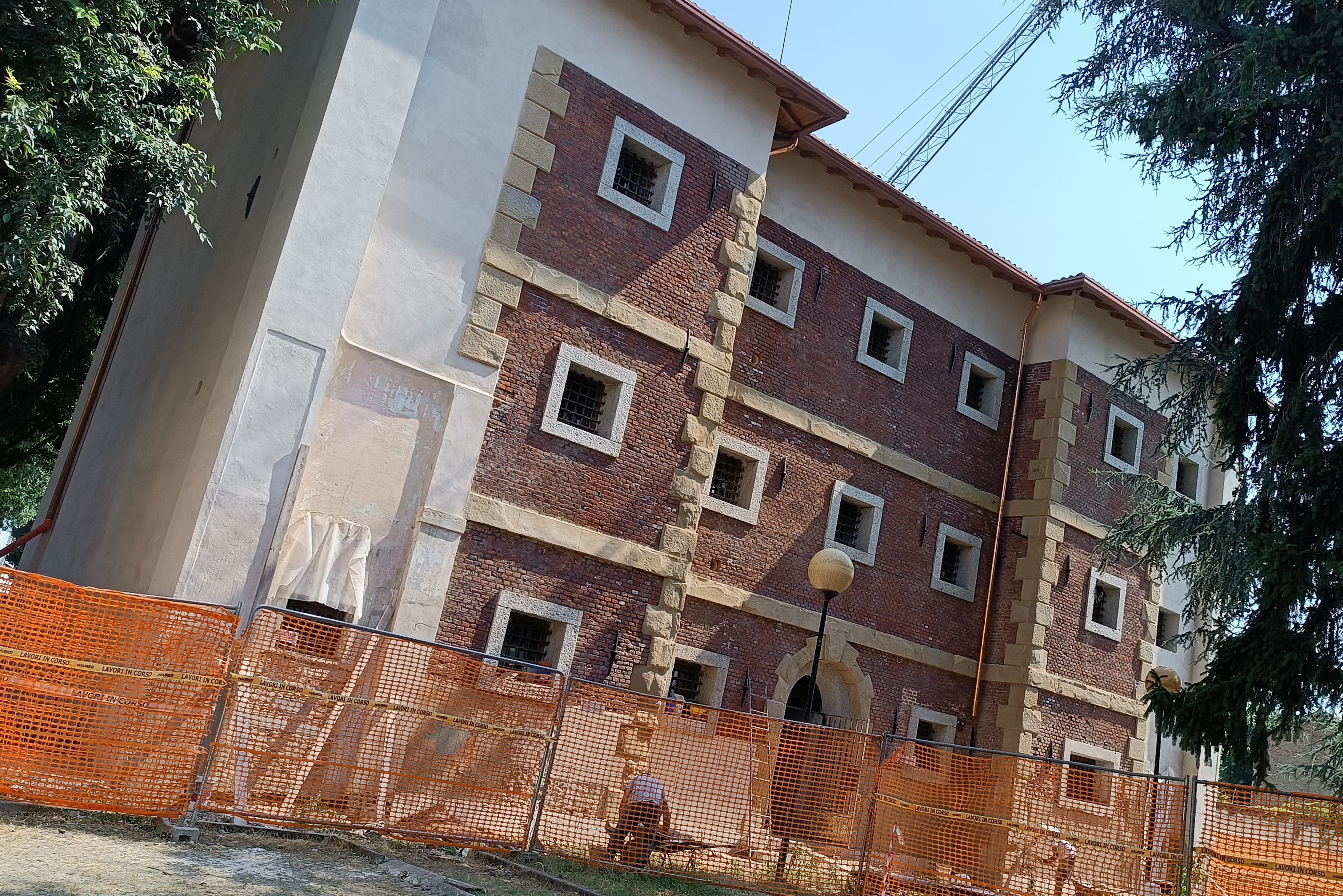
I lavori sulla facciata nel 2025